# NK Kašina
Nogometni klub Kašina hrvatski je nogometni klub iz zagrebačkog naselja Kašina. Natječe se u 1. Zagrebačkoj nogometnoj ligi.

## Povijest
Klub je osnovan 1974. godine pod imenom Kašina, a od 1984. do 1990. godine nosio je ime Prigorje Progres.

## Vanjske poveznice
- Profil, HNS Semafor
- Profil, Zagrebački nogometni savez